# Friedrich Wilhelm Erbstolln
Der Friedrich Wilhelm Erbstolln ist ein ehemaliger Erbstollen in Wetter-Esborn. Der Erbstollen war auch bekannt unter den Namen Friedrich Wilhelm, Friedrich Wilhelm Stolln und Friedrich Wilhelm Erbstollen modo Flachsteich. Sein Mundloch befindet sich im Naturschutzgebiet Elbschebach Witten Bommerholz.

## Geschichte
Am 16. Mai 1801 wurde das Erbstollenrecht für den Friedrich Wilhelm Erbstolln an die Gewerkschaft Flachsteich verliehen. Im Jahr 1805 wurde das Stollenmundloch am Elbscher Bach oberhalb vom Wenger Mühlenteich angesetzt und mit dem Stollenvortrieb nach Süden begonnen. 1810 war das Lichtloch 3 fertiggestellt, und der Stollen wurde weiter vorgetrieben. 1813 wurde das Grubenfeld der Zeche Flachsteich durch den Friedrich Wilhelm Erbstolln gelöst. Im Jahr 1815 wurde der Stollen im Feld Flachsteich weiter vorgetrieben. 1817 wurde der Schacht Luther geteuft. Im darauffolgenden Jahr wurde mit dem Abbau an Schacht Luther begonnen. Im Jahr 1820 waren die Schächte Friedrich und Luther in Betrieb.
Im Oktober 1822 wurde der Friedrich Wilhelm Erbstolln stillgelegt. 1825 wurde der Stollen unter dem Namen Flachsteich wieder in Betrieb genommen. Am 22. März 1830 konsolidierte der Erbstollen mit weiteren Zechen zur Zeche Vereinigte Friedrich Wilhelm.